# Highwood (Essex)
 (avril 2023).
Pour les articles homonymes, voir Highwood.
Highwood est un village et une paroisse civile de l'Essex, en Angleterre.